# Jírovec Dupontův

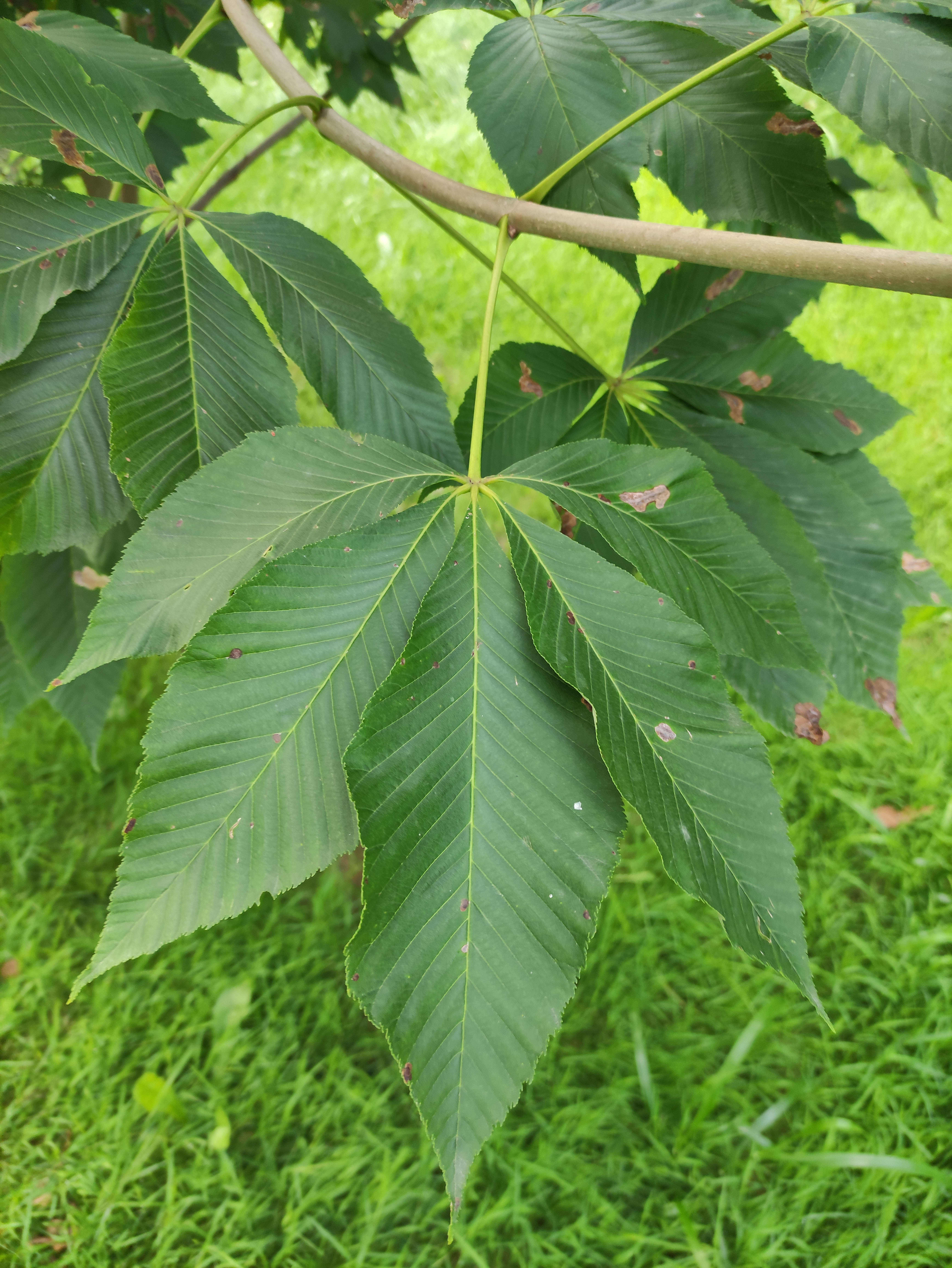
Jírovec Dupontův (fotografie ZOO Ostrava)

Jírovec Dupontův (Aesculus ×dupontii, Aesculus silvatica × A. pavia) je listnatý strom s vějířovitou korunou, který dorůstá do výšky cca 20 m. Je to tedy kříženec jírovce lesního (Aesculus sylvatica) a jírovce pávie (Aesculus pavia), který patří do rodu jírovec (Aesculus) v rostlinné čeledi mýdelníkovité (Sapindaceae) a ve volné přírodě se nevyskytuje. Listy jsou opadavé, ostře pilovité, dlanitě složené a mají výraznou žilnatinu. Květy jsou žluto-červené a v řídkých latách s kalichy úzce zvonkovitými. Plod je hladký. Daří se mu na plném slunci ve hlubokých vlhkých půdách. Výborně regeneruje a bývá vysazován jako solitéra v parcích a zahradách. Vyšlechtěn byl v USA (Longwood Gardens) kolem roku 1929.